# Дюбуа, Серж
Серж Дюбуа (фр. Serge Dubois, 4 марта 1954) — бельгийский хоккеист (хоккей на траве), полевой игрок.

## Биография
Серж Дюбуа родился 4 марта 1954 года.
В 1976 году вошёл в состав сборной Бельгии по хоккею на траве на летних Олимпийских играх в Монреале, занявшей 9-е место. Играл в поле, провёл 6 матчей, забил 4 мяча (по два в ворота сборных Испании и Канады).